# Audrey Hamm
Audrey Hamm est une actrice française d'origine néerlandaise née le 23 mai 1981. Elle a joué dans plusieurs séries à succès comme Sous le soleil à partir de la saison 6 ou encore Section de recherches et Dock 13 en rôle principal.
Elle a participé aux clips de Faf Larage "Ta meuf" en 2007 et de Helmut Fritz "Miss France" en 2009.
À l'âge de 15 ans elle entre au Conservatoire national de musique et de danse de Paris.

## Filmographie
- 1994 : Extrême Limite : Julie
- 1995 : Seconde B : Alice
- 1997 : Jamais deux sans toi...t : Rita
- 2000 - 2001 : Sous le soleil : Claudia
- 2002 : Le Transporteur : La Secrétaire
- 2003 : Dock 13 : Carole
- 2003 : Les Monos : Maryse
- 2004 : Ella au pays enchanté : Perfume Sprayer
- 2005 : Sauveur Giordano : Manon
- 2005 : Les Frères Grimm : La Voyageuse
- 2006 : Nebo iznad krajolika : Debora
- 2006 : Diane, femme flic : Karine
- 2006 : Le Grand Appartement : Capsula
- 2005 - 2006 : Boulevard du Palais : Clarisse
- 2007 : Boulevard du Palais : Sandra
- 2008 : Le crime est notre affaire : La Danseuse
- 2010 : Un mari de trop : La Copine d'Alex (Téléfilm)
- 2011 : Let My People Go ! : La Prof de Gym
- 2012 : Le Jour où tout a basculé : Lena (J'ai piégé la maîtresse de mon mari - Épisode 124 Saison 2)
- 2012 : Section de recherches : Jennifer Sauveur
- 2012 : Les Seigneurs : Greta
- 2013 : Sous le soleil de Saint-Tropez : Claudia